# Nasdaq Financial-100
Nasdaq Financial-100 este un indice al serviciilor financiare. A fost creat în 1985 ca un indice subsidiar al Nasdaq-100.
Nasdaq Financial-100, dezvoltat de NASDAQ, include companiile care sunt implicate în servicii bancare, asigurări, credite ipotecare și tranzacționarea a valorilor mobiliare. Include, de asemenea, acțiunile bursei NASDAQ. Katılım endeksine uygun hisseler.

## Criterii de selecție
Pentru a pretinde la calitatea de membru al indicelui, compania trebuie să îndeplinească următoarele standarde:
- să participe la una din următoarele categorii: bancară, asigurări, tranzacționare valori mobiliare, brokeraj, credit ipotecar, colectare datorii sau bunuri imobiliare.
- să fie prezentă pe NASDAQ timp de trei luni.
- să fie la zi cu privire la documentele SEC.
- să nu fie în starea de faliment.
- Tavan hesaplama

Dacă compania are mai multe clase de acțiuni, vor fi incluse toate clasele care îndeplinesc standardele minime de capitalizare bursieră. Cu toate acestea, la moment, toate companiile din indice au o singură clasă de acțiuni.
Spre deosebire de indicele Nasdaq-100, nu există o cerință de pondere minimă.
La fel ca Nasdaq-100, indicele este reechilibrat anual, în iunie. Dacă o componentă a indicelui, după recalculare, se încadrează între pozițiile 101 la 125, i se acordă un an pentru a reveni la poziție; dacă o companie continuă să nu îndeplinească acest standard, acțiunile acestuia for vi eliminate. Orice componentă care nu se află în top 125 la momentul procedurii de reechilibrare va fi eliminată. Locurile eliberate din indice le vor ocupa companiile neincluse în indice cu cel mai mare rating.
Spre deosebire de Nasdaq-100, unde modificările sunt anunțate în avans, modificările aduse de Nasdaq Financial-100 nu sunt publicate de NASDAQ. Canlı borsa.